# Том Вілсон
Том Вілсон (англ. Tom Wilson; 27 серпня 1880, Хелена, Монтана — 19 лютого 1965, Лос-Анджелес, Каліфорнія) — американський кіноактор. Знявся в 254 фільмах з 1915 по 1963 рік.
Його акторський дебют відбувся в класичному фільмі «Народження нації» у 1915 році. Пізніше знявся в ряді фільмів Чарлі Чапліна. Після настання ери звукового кіно знімався тільки в епізодичних ролях.

## Вибрана фільмографія
- 1915 — Народження нації / The Birth of a Nation — слуга Стоунмена
- 1915 — Мученики Аламо, або Народження Техасу / Martyrs of the Alamo or The Birth of Texas — Сем Хьюстон
- 1916 — Американець / The Americano — Гартод Армітаж Вайт
- 1918 — Облігація / The Bond — промисловець
- 1918 — На плече! / Shoulder Arms — сержант в тренувальму таборі
- 1918 — Собаче життя / A Dog's Life — поліцейський
- 1919 — Задоволення дня / A Day's Pleasure — чоловік на кораблі
- 1919 — Сонячний бік / Sunnyside — господар
- 1920 — Пливіть або потонемо / Sink or Swim — Джордж Вашингтон Браун
- 1925 — Сім днів / Seven Days — поліцейський
- 1930 — Ворота в пекло / Doorway to Hell